# Andrea Giubilo
Andrea Giubilo (Roma, 8 novembre 1946) è un giornalista italiano.

## Biografia
Laureato in Economia e Commercio, entra in RAI nel 1979 in qualità di redattore del TG3 nazionale e regionale. Il 23 maggio 1983 promosso in categoria Capo servizio.
Nel 1983 viene promosso a capo servizio, nel 1986 affidato assume l'incarico funzionale di Vice capo redattore nell'ambito della Redazione nazionale della testata per l'informazione Regionale. Nell'aprile 1987, all'indomani dello scorporo dell'informazione nazionale da quella regionale, viene nominato Capo redattore del Tg3 diretto da Sandro Curzi.
Poco dopo viene nominato responsabile della redazione Edizione e coordinamento, nel febbraio 1991 diventa Capo Redattore centrale con la responsabilità della redazione Edizione e Coordinamento del Tg3.
Giubilo è stato direttore del Tg3 dal 1993 al 1995 nel periodo de "La Rai dei professori" prendendo il posto che Sandro Curzi lasciò proprio a causa di vari scontri con la dirigenza Rai dell'epoca, mantenne l'incarico fino al 1994 cedendo il posto a Daniela Brancati, prima donna a dirigere un telegiornale nazionale, torna al Tg3 nel 1996 come vicedirettore della testata diretta da Lucia Annunziata. È stato anche vice direttore di Rai Sport dal 1999 al 2003.
Nel 2006 diventa vicedirettore del Tg1 diretto da Gianni Riotta. Da aprile a giugno 2009 è stato direttore ad interim del Tg1, prima della nomina di Augusto Minzolini. Nel 2010 lascia il telegiornale della prima rete per tornare al Tg3 di Bianca Berlinguer in qualità di vicedirettore. Va in pensione alla fine del 2011.